# Blue Reef
『Blue Reef』（ブルー・リーフ）は、1999年6月12日発売、TUBE19作目のオリジナル・アルバム。
（初回限定盤：SRCL4517/8　通常盤：SRCL4519）
2003年7月2日にSony Music Associated Recordsより再発売。（規格品番：AICL 1470）

## 概要
前作「HEAT WAVER」から約1年振りとなるオリジナル・アルバム。
帯キャッチコピーは「海青し前田飛び込む夏の音」。
初回生産限定盤はメンバーの名前などが書かれている圧縮パッキングTシャツ入り三方背BOX仕様。ひまわりをイメージしたピクチャー・レーベル仕様でCDケースに裏紙が封入されていない。
昨年のヒット曲である「きっと どこかで」が「sinfonia version」としてリメイクされて収録。
今作を引っ提げて恒例の野外ライブツアー「TUBE LIVE AROUND SPECIAL 1999　It's International Amusement, Wonderful! Active!! High-tension!!!」が全国5か所で開催された。

## 収録曲
| 全作詞: 前田亘輝、全作曲: 春畑道哉、全編曲: TUBE。 |                                         |          |            |      |
| #                                                  | タイトル                                | 作詞     | 作曲・編曲 | 時間 |
| 1.                                                 | 「Blue Reef」                           | 前田亘輝 | 春畑道哉   | 3:33 |
| 2.                                                 | 「楽園」                                | 前田亘輝 | 春畑道哉   | 4:29 |
| 3.                                                 | 「ヒガシへ行け」                        | 前田亘輝 | 春畑道哉   | 3:34 |
| 4.                                                 | 「ノッてけテケテケ '99」                | 前田亘輝 | 春畑道哉   | 3:33 |
| 5.                                                 | 「Brand-new everything」                | 前田亘輝 | 春畑道哉   | 4:32 |
| 6.                                                 | 「きっと どこかで (sinfonia versione)」 | 前田亘輝 | 春畑道哉   | 4:22 |
| 7.                                                 | 「Miss Lonely」                         | 前田亘輝 | 春畑道哉   | 5:37 |
| 8.                                                 | 「渚のヒット・パレード」                | 前田亘輝 | 春畑道哉   | 3:30 |
| 9.                                                 | 「Once in a blue moon」                 | 前田亘輝 | 春畑道哉   | 4:02 |
| 10.                                                | 「ひまわり」                            | 前田亘輝 | 春畑道哉   | 4:29 |
| 11.                                                | 「Promise 〜遠い未来〜」                | 前田亘輝 | 春畑道哉   | 4:18 |
| 合計時間:                                          | 合計時間:                               | 45:59    |            |      |

## 演奏
- 前田亘輝：ボーカル、コーラス
- 春畑道哉：ギター、ピアノ、琴、バイオリン、カズー、コーラス
- 角野秀行：ベース、アコースティックギター、カズー、レインスティック、コーラス
- 松本玲二：ドラムス、パーカッション、カズー、コーラス
- 沓野行秀 (Riding)：パーカッション (#1.2.10)
- 鹿島伸夫：ハモンドB-3オルガン、ムーグ、ピアノ (#1.6)
- 吉村龍太：ピアノ、ローズピアノ (#2.5.7.9.11)
- 島英二 (ザ・ワイルドワンズ)：テケテケギター (右チャンネル) (#4)
- 谷康一：バンジョー、アコースティックギター、マンドリン (#2.8)
- 小林正弘：トランペット、ホーンアレンジ (#1)
- 小林太：トランペット (#1)
- 河合わかば：トロンボーン (#1)
- 勝田一樹 (DIMENSION)：テナーサックス (#1)
- 山本一：バリトンサックス (#1)
- TAMA MUSIC 
  - オーケストラ (#6)
  - ストリングスセクション (#7.9)
- 松永英也：トロンボーン (#8)
- 大岡勝：チューバ (#8)
- 伊藤一義 (Riding)：コーラス (#1.3)
- 栗林誠一郎：コーラス (#9)
- 生沢佑一：コーラス (#7)
- 村上恭太郎：コーラス (#2.3.4.10.11)
- IKKITAI：コーラス (#3.4.8)
- 池田大介
  - ホーンアレンジ (#6.8)
  - ストリングスアレンジ (#6.7.9)
  - コーラスアレンジ (#4.11)
- 佐藤晶：マニピュレーター

## タイアップ
楽園
- JAL「ハワイキャンペーン」CMソング。

きっと どこかで (sinfonia versione)
- フジテレビ系ドラマ「世界で一番パパが好き」主題歌。

ひまわり
- クラフトフーズ「切れてるチーズ」CMソング。